# Privatteater
En privatteater är en teater, såväl teaterhus som dess verksamhet, som ägs och drivs självständigt av privata intressenter eller bolag och som normalt inte erhåller några nämnvärda offentliga ekonomiska verksamhetsbidrag, såsom en institutionsteater eller en mer kollektivt inriktad fri teatergrupp. En privatteater är därför normalt utlämnad till att via investeringar, biljettintäkter, reklamförsäljning och andra kommersiella vägar helt finansiera sin verksamhet som en ren affärsrörelse på vinst och förlust. Av nödvändighet brukar därför privatteater kännetecknas av en mer lättillgänglig underhållningsrepertoar för en bredare publik, ofta komedi, fars, operett, musikal, revy, show etc, även om även mer dramatiska uppsättningar undantagsvis förekommer. Man satsar också gärna på välkända och populära skådespelare/artister och titlar, och uttrycket privatteater ses ibland nedlåtande som en rent kommersiellt spekulativ, ytlig  verksamhet utan djupare konstnärliga ambitioner. Dock kan dessa ofta glädja sin publik med påkostade produktioner av hög kvalitet inom sina genrer. Många privatteatrar drivs i dag i form av kedjor under internationella eller nationella teater- och underhållningsbolag och klassiska kända platser för dessa är bland annat West End i London och Broadway i New York.
Dock är tillvaron för privatteatrar ofta en ekonomiskt riskfylld verksamhet, vilket också föranlett nedläggning av flera äldre privatteatrar. I äldre tid var ju de flesta teatersällskap att betrakta som "privatteatrar", som ofta hankade sig fram med en konstnärlig ambition men under samhälleligt förakt och armod, vilket bland annat framgår av August Blanches klassiska pjäs, Ett resande teatersällskap (1848) med den ofta citerade repliken: "Fan skall vara teaterdirektör". Bland de sistnämnda återfinns den andra, i dag mer sällsynta, formen av privatteater, som ofta drivs av ett stort personligt konstnärligt engagemang eller egensinnig självständighet, ofta i form av en privatdriven experimentteater-ambition. Bland dessa finns i dag till exempel Judiska teatern och i det förflutna pionjärteatrar som August Strindbergs Intima teatern eller Albert Ranfts många teatrar såsom den klassiska Svenska teatern, Stockholm eller Hippodromen i Malmö.
Sedan 1987 utdelar de svenska privatteatrarna det årliga priset Guldmasken till framstående prestationer inom privatteaterproduktioner i Sverige.

## Nutida svenska privatteatrar i urval
- Cirkus
- Chinateatern
- Fredriksdalsteatern
- Judiska teatern
- Gröna Lund-teatern (tidigare Komediteatern)
- Göta Lejon
- Lisebergsteatern
- Lorensbergsteatern
- Maximteatern
- Nöjesteatern
- Oscarsteatern
- Vallarnas friluftsteater
- Vasateatern

## Tidigare svenska privatteatrar
- Alhambrateatern
- Djurgårdsteatern
- Folkteatern i Stockholm ("Folkan")
- Galateatern, Malmö
- Hippodromen, Malmö
- Strindbergs Intima teater
- Svenska teatern, Stockholm